# Jesper Bergom-Larsson
Jesper Bergom-Larsson, född 24 juni 1961 i Johannes församling, Stockholm, är en svensk skådespelare, filmproducent, manusförfattare och filmkonsulent. Han är son till Helena Henschen och barnbarn till Matts Bergom Larsson.[källa behövs]

## Filmmanus
- 1990 – Veronica heter hon
- 1996 – Svens mack

## Producent
- 1990 – Veronica heter hon
- 1995 – En uppgörelse i den undre världen
- 1996 – Grynnan
- 1996 – Svens mack
- 1997 – Tic Tac
- 1998 – Kerstins salong
- 2006 – Snö
- 2006 – I den bästa av världar
- 2008 – Borta bra

## Filmografi roller
- 1987 – Träff i helfigur (TV-serie)
- 1990 – Veronica heter hon
- 1990 – Strax föra gryningen
- 1997 – Tic Tac
- 2008 – Borta bra